# عبد الفتاح فايد
عبد الفتاح فايد صحفي مصري ولد عام 1965 عمل مديرا لمكتب قناة الجزيرة بالقاهرة ويعمل الآن محررا للشؤون المصرية في مقر القناة. وهو خريج كلية الإعلام سنة 1987 وشارك في تأسيس مكتب صحيفة الحياة اللندنية وعمل في مؤسسة دبي للإعلام 